# Amadou Diallo
Amadou Bailo Diallo (Sinoe, 2 settembre 1975 – New York, 4 febbraio 1999) è stato un guineano, residente a New York per motivi di studio, che fu ucciso all'età di ventitré anni in circostanze controverse con 41 colpi d'arma da fuoco da quattro poliziotti della NYPD unità Crimini Stradali.

## Biografia
L'episodio è risalente al 4 febbraio 1999 all'indirizzo di 1157 di Wheeler Avenue, in una sezione del Bronx. In un controllo di routine alla ricerca di uno stupratore che poteva corrispondere alla fisionomia di Diallo, i quattro poliziotti Edward McMellon, Sean Carroll, Kenneth Boss e Richard Murphy gli intimarono di farsi riconoscere. Il ragazzo mise le mani in tasca e i poliziotti, pensando all'estrazione di un'arma, fecero fuoco. Esplosero 41 colpi di pistola, colpendo Diallo per 19 volte. Lo scandalo che colpì il dipartimento nacque dal fatto che Diallo non aveva armi addosso, solamente il portafoglio che, si può presupporre, voleva estrarre per mostrare i propri documenti. Inoltre la quantità incredibile di colpi esplosi provocò l'accusa verso i poliziotti statunitensi di brutalità, razzismo e facilità nell'utilizzo di armi: aggravante ulteriore fu che dalle indagini condotte si scoprì che il poliziotto Edward McMellon non esplose nemmeno un colpo, aumentando quindi la media dei colpi esplosi dagli altri tre colleghi.
La morte di Diallo portò a galla parecchie problematiche legate all'immigrazione incontrollata, fece chiudere nell'aprile 2002 l'unità Crimini Stradali e il dipartimento dovette risarcire i familiari con tre milioni di dollari (per una richiesta pari a sessantuno milioni di dollari; 20 milioni di dollari, più uno per ogni colpo esploso). Anche la campagna elettorale per l'elezione del Sindaco di New York nel 2005 fu molto combattuta sui fatti accaduti a Diallo: Fernando Ferrer, candidato della circoscrizione del Bronx, parlò di tragico incidente, discolpando completamente l'operato dei quattro poliziotti, che già furono, dopo molti processi e ricorsi, riconosciuti innocenti il 25 febbraio 2000 dalle accuse di omicidio di secondo grado e comportamento pericoloso.

## Omaggi
Diallo diventò icona della lotta contro la brutalità della polizia: moltissimi artisti dedicarono canzoni, scritti, apparizioni, citazioni in film e show alla disgrazia capitata il 4 febbraio 1999, generando un movimento di opinione contro il razzismo:
- Bruce Springsteen ha composto la canzone American Skin (41 Shots) ispirandosi alla storia di Diallo. In più occasioni durante i suoi tour statunitensi è stato boicottato dalla polizia locale e da simpatizzanti delle forze dell'ordine[2].
- Terry Callier ha composto la canzone Lament for the late A. D., che compare nel disco Alive (Live from London, 2000) (2001), ricordando la vicenda di Amadou Diallo.
- Lauryn Hill ha composto la canzone I find hard to say (Rebel) ispirandosi alla storia di Diallo.
- Wyclef Jean ha composto la canzone Diallo, che compare nel disco The Ecleftic: 2 Sides II a Book, pubblicato nel 2000.
- Ziggy Marley and The Melody Makers I know you don’t care about me che compare nell’album ‘Live Vol.1’ Anno 2000.
- La band metal Trivium ha composto la canzone Contempt breeds contamination, presente nell'album The crusade, pubblicato nel 2006.
- Africa Unite hanno composto la canzone Forty-one bullets anno 2021. Pinerolo come Kingston.
- Erykah Badu A.D. 2000